# NK Driebanden Ereklasse 1928-1929
Het Nederlands kampioenschap in de biljartdiscipline driebanden in het seizoen 1928-1929 werd gespeeld van 5 tot en met 9 april 1929 in Den Haag. Hendrik Robijns behaalde de titel.

## Eindstand
| RANG   | SPELER                  | GESP   | PP     | CAR | BRT | MOY   | PMOY  | HS |
| ------ | ----------------------- | ------ | ------ | --- | --- | ----- | ----- | -- |
|        | Hendrik Robijns         | 7      | 12     | -   | -   | 0,613 | 0,888 | 8  |
|        | Arnoud Sengers          | 7      | 10     | -   | -   | 0,526 | 0,571 | 6  |
|        | Carel Koopman           | 7      | 8      | -   | -   | 0,574 | 0,784 | 7  |
| 4      | Piet de Moet            | 7      | 8      | -   | -   | 0,449 | 0,579 | 5  |
| 5      | Domenicus de Foeljaeger | 7      | 8      | -   | -   | 0,449 | 0,754 | 5  |
| 6      | Cornelis Sluiters       | 7      | 6      | -   | -   | 0,407 | 0,606 | 4  |
| 7      | Piet Ouwehand           | 7      | 2      | -   | -   | 0,469 | 0,701 | 5  |
| 8      | Frans de Brauwer        | 7      | 2      | -   | -   | 0,397 | 0,470 | 5  |
| TOTAAL | TOTAAL                  | TOTAAL | TOTAAL | -   | -   | 0,478 | 0,888 | 8  |

Amsterdam 1925-1926 · 
Den Haag 1926-1927 · 
Den Haag 1927-1928 · 
Den Haag 1928-1929 · 
Haarlem 1929-1930 · 
Haarlem 1930-1931 · 
Amsterdam 1931-1932 · 
Amsterdam 1932-1933 · 
Haarlem 1933-1934 · 
Tilburg 1934-1935 · 
Rotterdam 1935-1936 · 
Amsterdam 1936-1937 · 
Amsterdam 1937-1938 · 
Amsterdam 1938-1939 · 
Amsterdam 1939-1940 · 
Utrecht 1940-1941 · 
Utrecht 1941-1942 · 
Utrecht 1942-1943 · 
Amsterdam 1943-1944 · 
Tilburg 1945-1946 · 
Utrecht 1946-1947 · 
Arnhem 1947-1948 · 
Rotterdam 1948-1949 · 
Enschede 1949-1950 ·  
Den Haag 1950-1951 · 
Tilburg 1951-1952 · 
Utrecht 1952-1953 · 
Rotterdam 1953-1954 · 
Amsterdam 1954-1955 · 
Arnhem 1955-1956 · 
Amsterdam 1956-1957 · 
Amersfoort 1957-1958 · 
Breda 1958-1959 · 
Rotterdam 1959-1960 · 
Breda 1960-1961 · 
Utrecht 1961-1962 · 
Hilversum 1962-1963 · 
Waalwijk 1963-1964 · 
Nijmegen 1964-1965 ·
Amsterdam 1965-1966 · 
Waalwijk 1966-1967 · 
Rotterdam 1967-1968 · 
Alkmaar 1968-1969 · 
Tilburg 1969-1970 · 
Arnhem 1970-1971 · 
Waalwijk 1971-1972 · 
Heeswijk-Dinther 1972-1973 · 
Oosterhout 1973-1974 · 
Bergeijk 1974-1975 · 
Leeuwarden 1975-1976 · 
Heeswijk-Dinther 1976-1977 · 
Beekbergen 1977-1978 · 
Sassenheim 1978-1979 · 
Gilze 1979-1980 · 
Amstelveen 1980-1981 · 
Vlijmen 1981-1982 · 
Berkhout 1982-1983 · 
Eersel 1983-1984 · 
Wijchen 1984-1985 · 
Waalwijk 1985-1986 · 
Oldenzaal 1986-1987 · 
Gorssel 1987-1988 · 
Rosmalen 1988-1989 · 
Groningen 1989-1990 · 
Dongen 1990-1991 · 
Breda 1991-1992 · 
Utrecht 1992-1993 · 
Veghel 1993-1994 · 
Veghel 1994-1995 · 
Veghel 1995-1996 · 
Veghel 1996-1997 · 
Veghel 1997-1998 · 
Veghel 1998-1999 · 
Veghel 1999-2000 · 
Veghel 2000-2001 · 
Veghel 2001-2002 · 
Veghel 2002-2003 · 
Veghel 2003-2004 · 
Veghel 2004-2005 ·  
Veghel 2006-2007 · 
Goes 2007-2008 ·  
Nijverdal 2009-2010 ·
Nijverdal 2010-2011 ·
Kapelle 2011-2012 · 
Zevenbergen 2012-2013 · 
Kaatsheuvel 2013-2014 · 
Kaatsheuvel 2014-2015 · 
Berlicum 2015-2016 · 
Berlicum 2016-2017 · 
Berlicum 2017-2018 · 
Berlicum 2018-2019 · 
Berlicum 2019-2020
Berlicum 2020-2021
Berlicum 2021-2022
Berlicum 2022-2023
Wereldkampioenschap Driebanden · Europees Kampioenschap Driebanden · Wereldkampioenschap Driebanden voor Landenteams